# パリ下水道博物館
パリ下水道博物館（パリげすいどうはくぶつかん、フランス語: Musée des Égouts de Paris）は、フランスパリ7区アルマ橋近くのハビーブ・ブルギーバ遊歩道にある下水道の博物館。2021年10月からは月曜以外毎日開館している。

## 概要

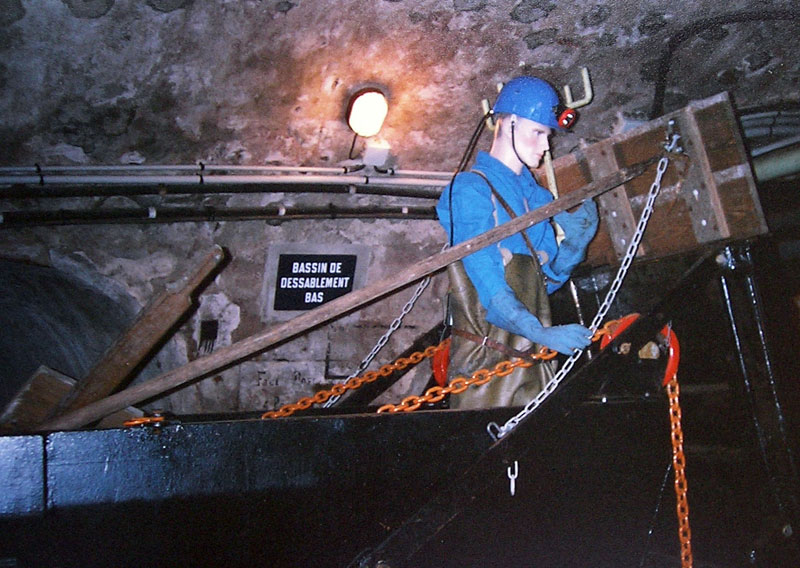
トンネル内に展示されている下水道作業員のマネキン。

パリ下水道を近代化した政治家ジョルジュ・オスマンと土木技師ウジェーヌ・ベルグランは、多くの一般市民が下水道を見学できるよう複数の見学コースを設定した。
パリ下水道内部の見学ツアーがはじめて行われたのは1889年であった。当時ツアーは月に2度開催され、見学者はボートや台車で下水道内を移動していた。
博物館では、14世紀後半のパリ市長ユーグ・オブリオによる最初のパリ下水道建設から、19世紀の土木技師ウジェーヌ・ベルグランによる近代化までの歴史が展示されている。また下水道保守作業員の仕事内容や水処理の方法についての展示もある。

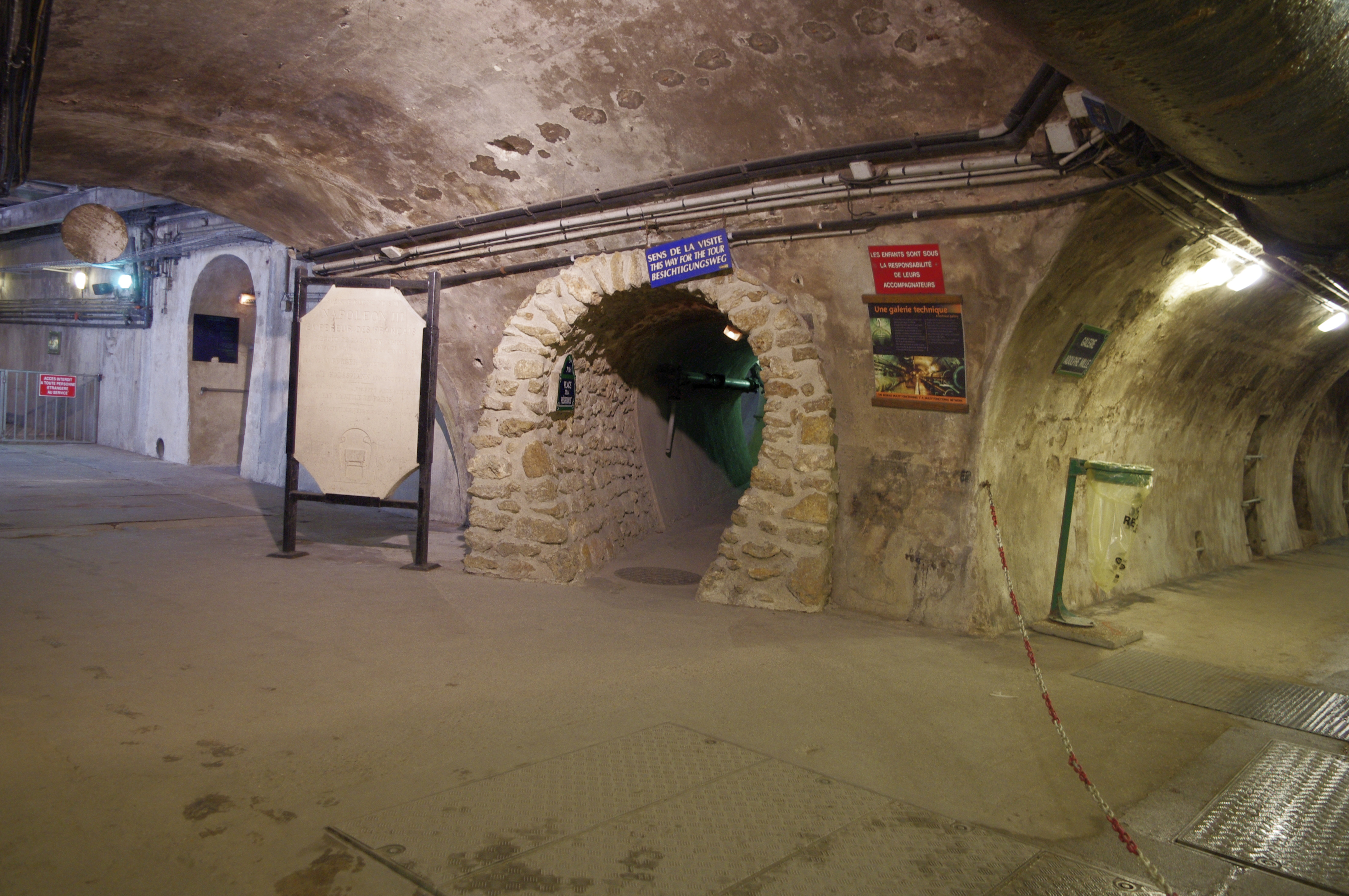
入口
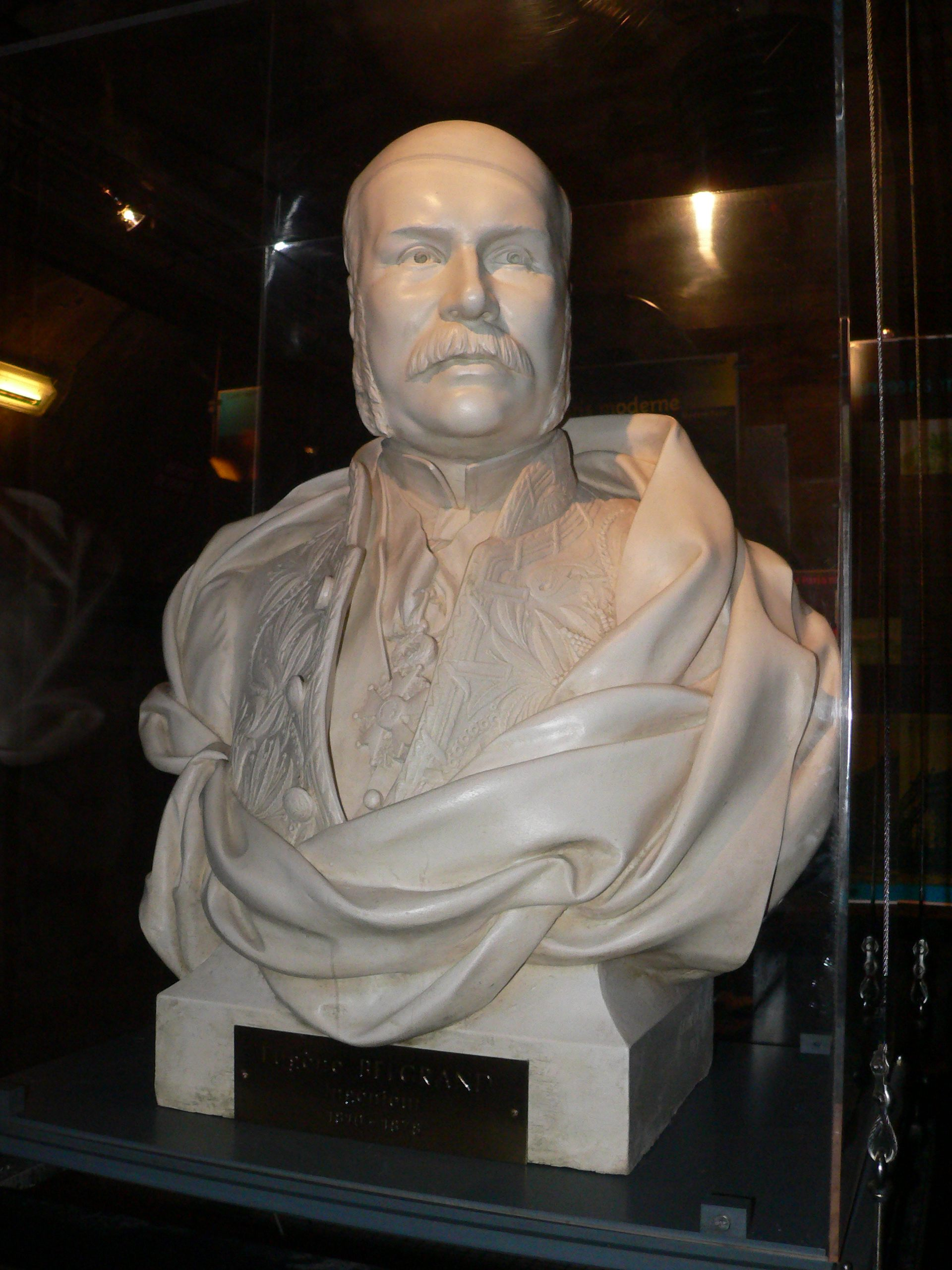
ウジェーヌ・ベルグランの胸像
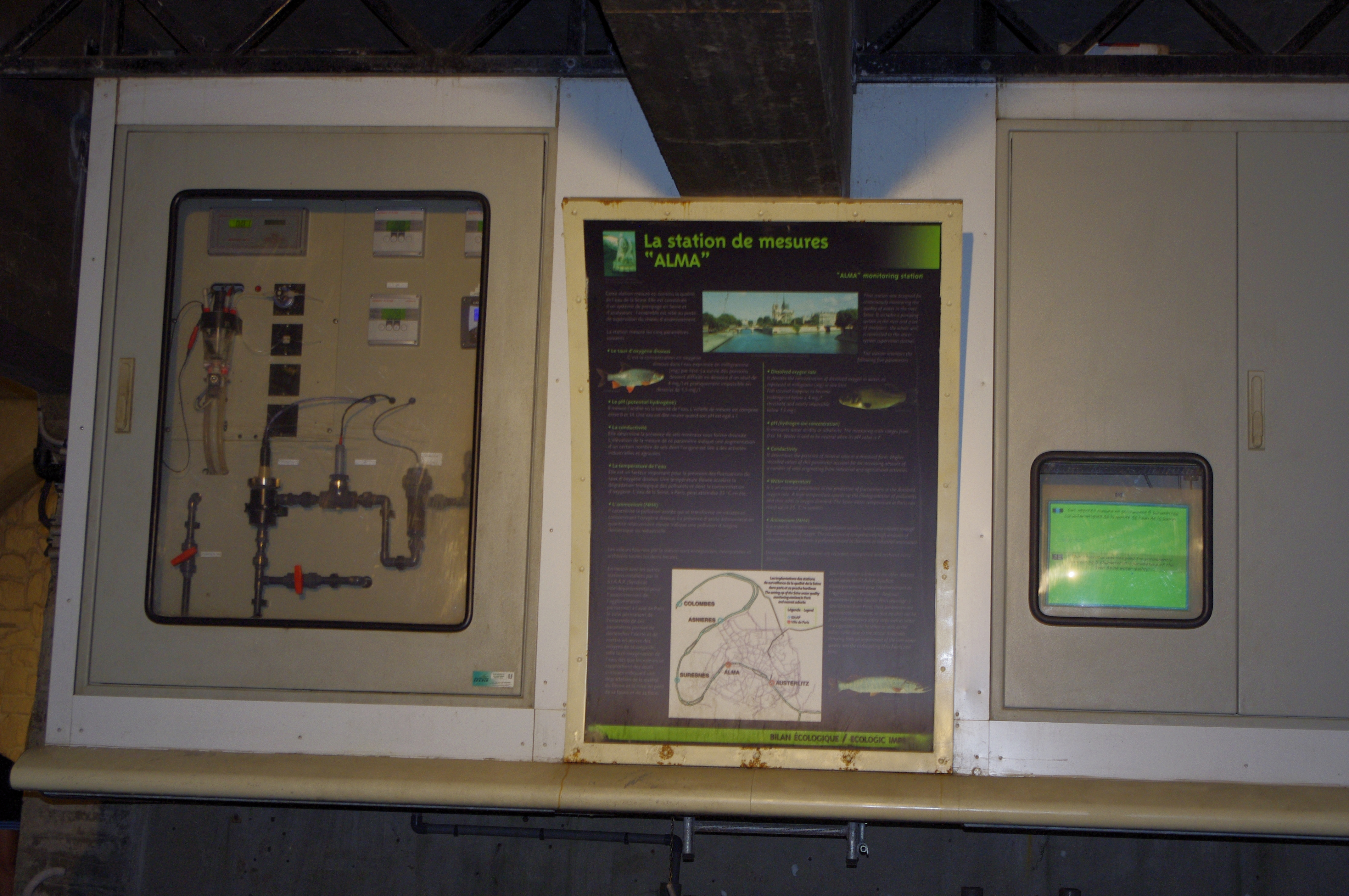
測定ステーション「ALMA」
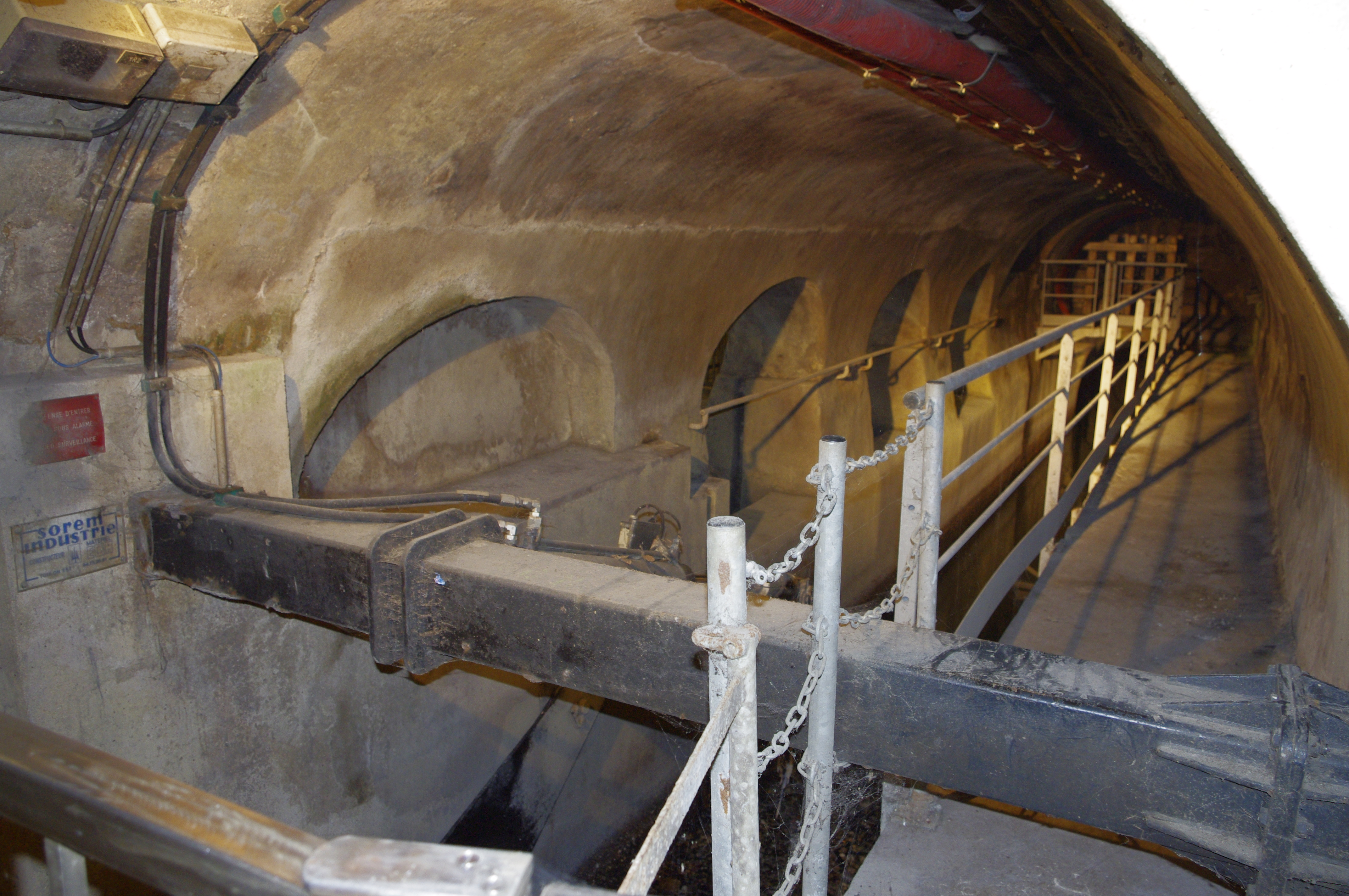
放水路 Spillway of Orgae Alma.
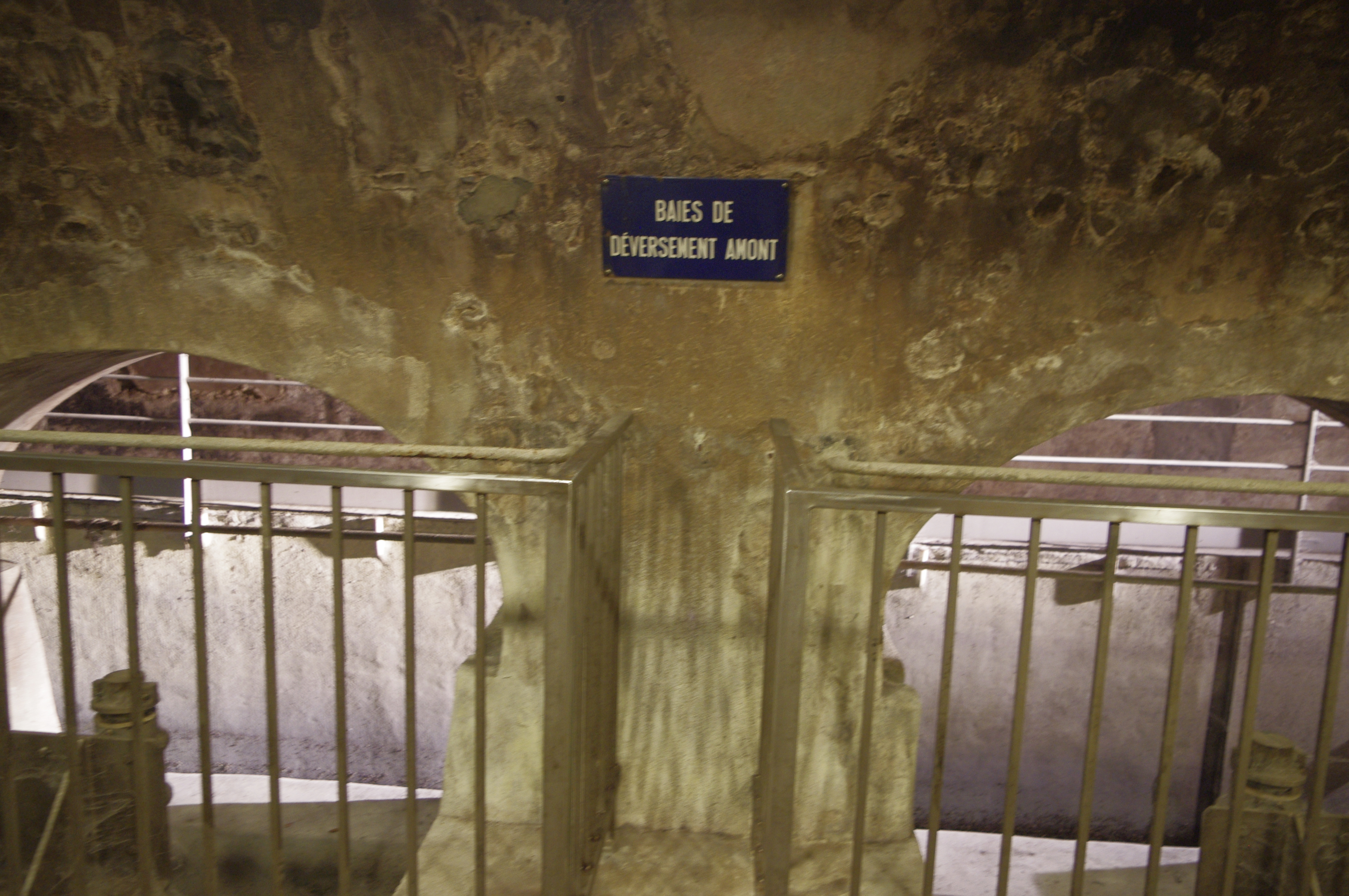
放水口 Spillway doors.
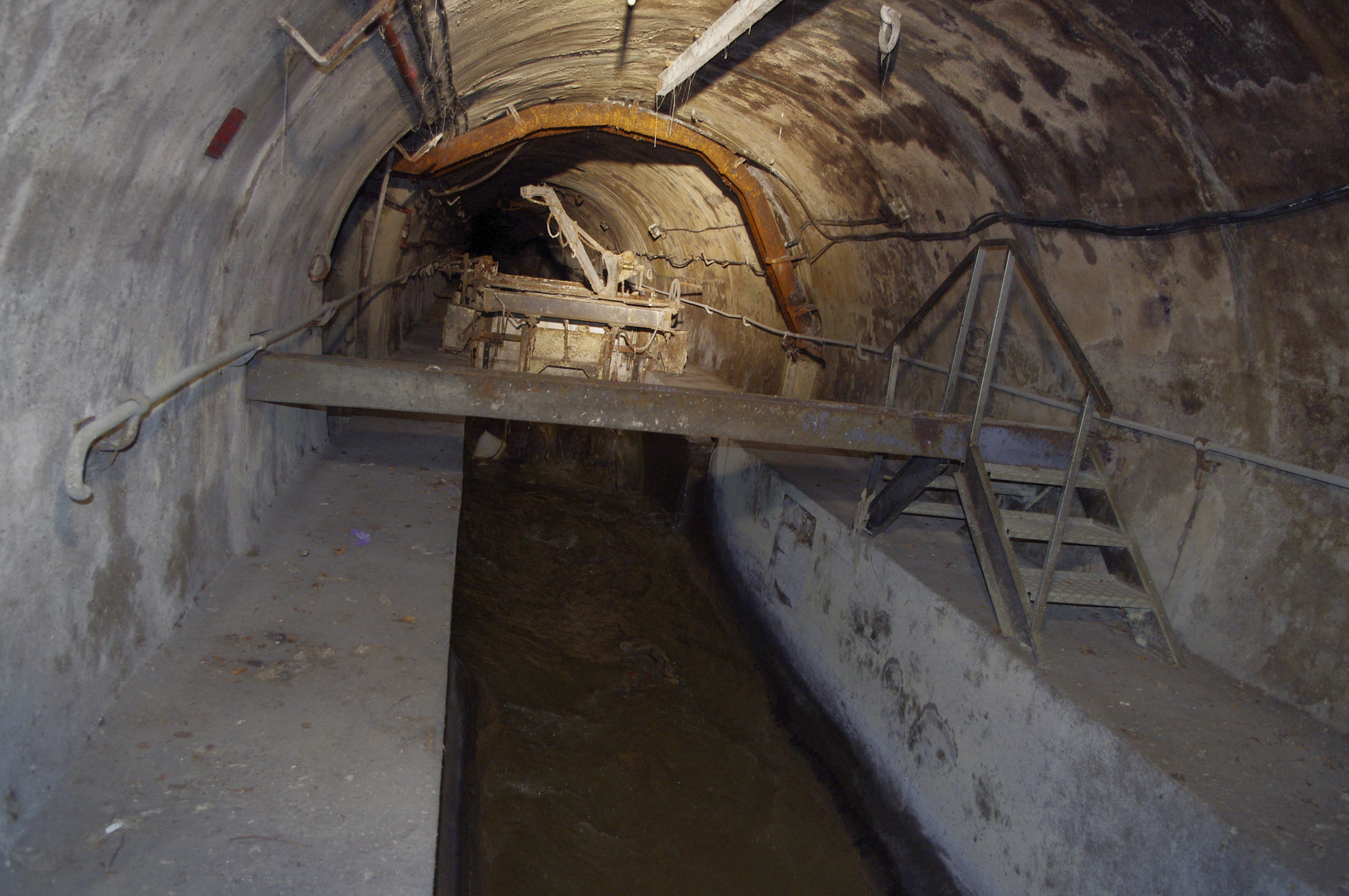
Bi-bowl wagon.
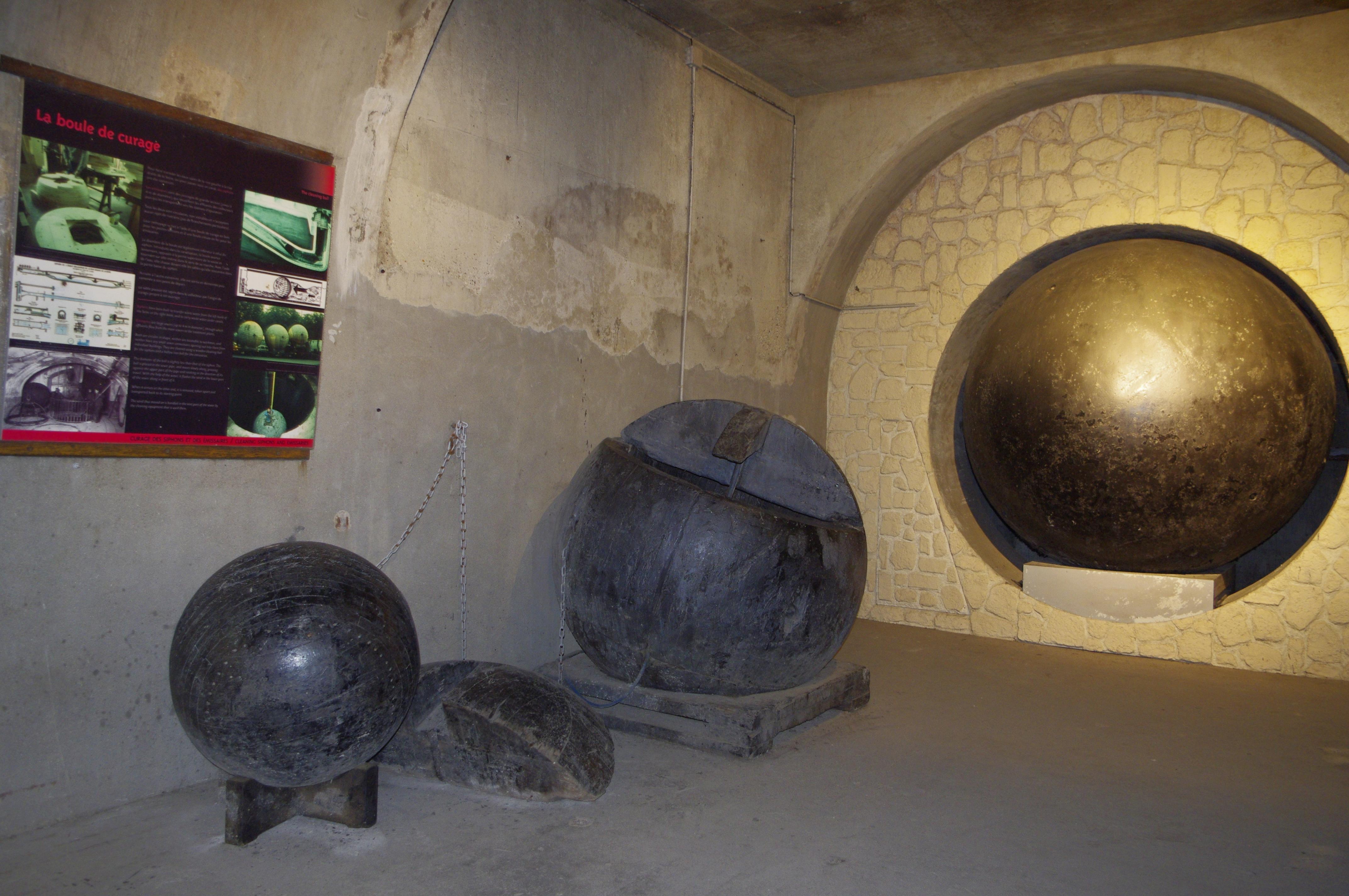
目詰まり掃除ボウル Dredging bowls.
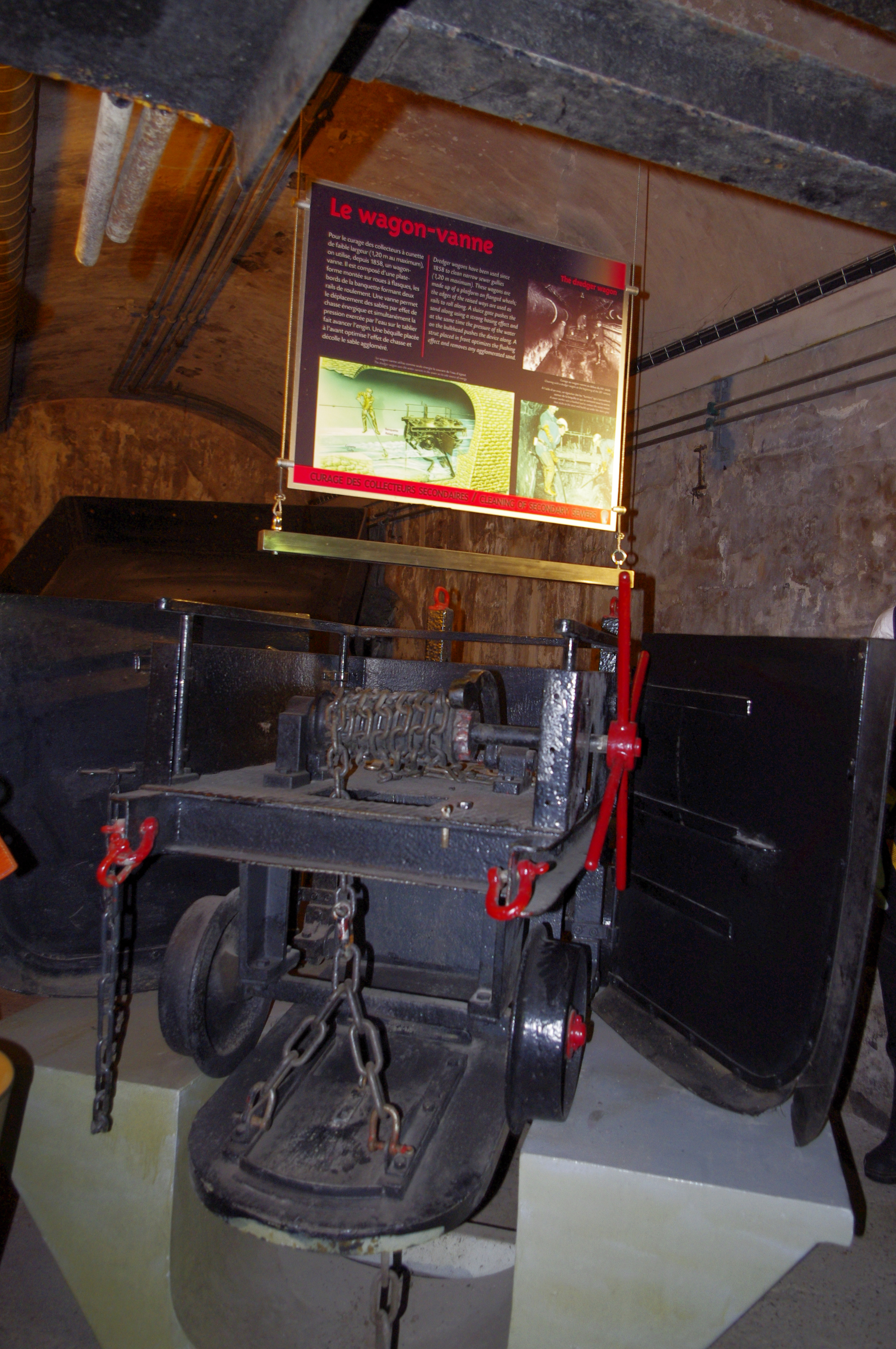
バルブ車 Valve wagon.
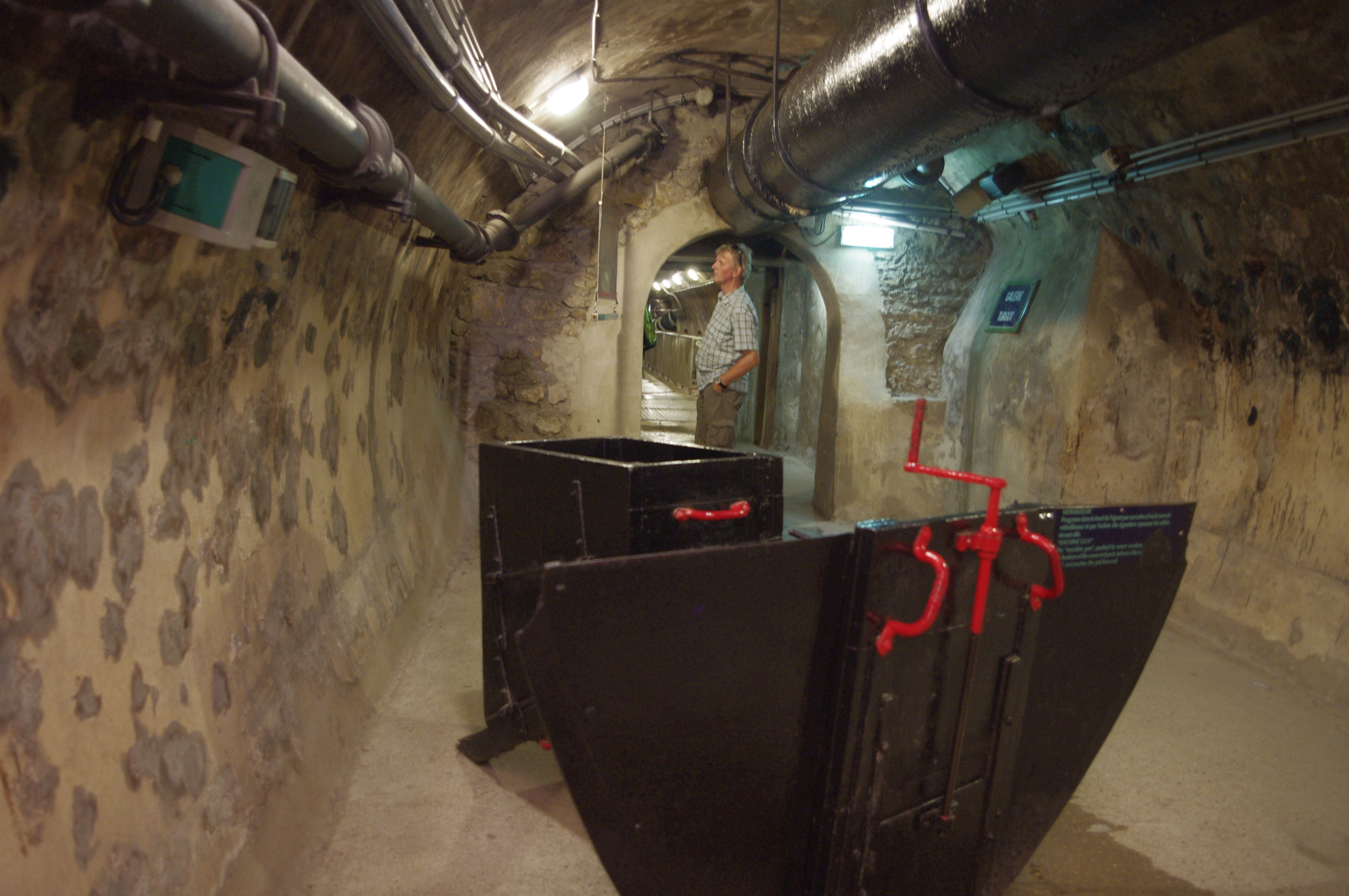
Mitrailleuse KP.
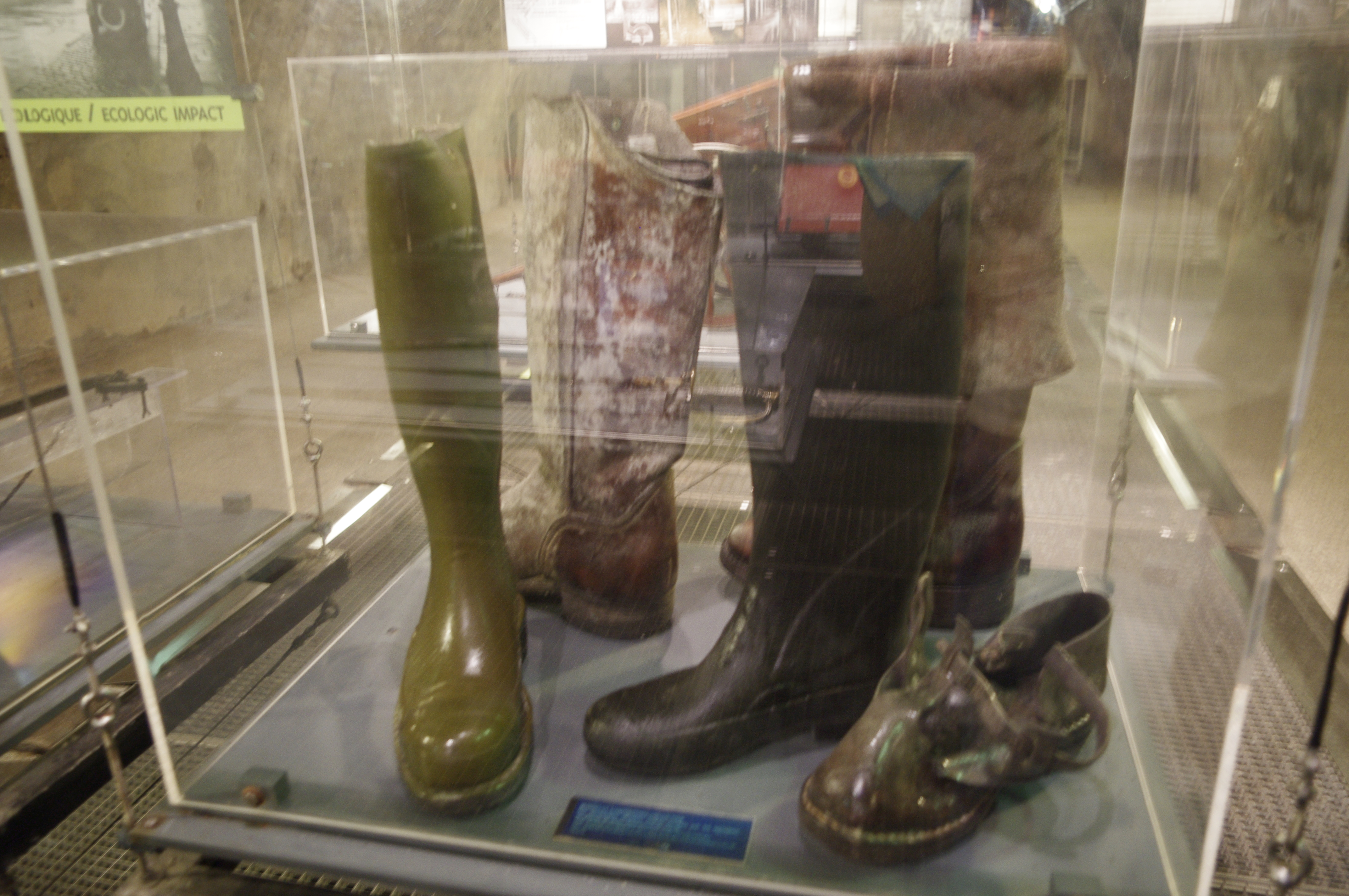
作業靴

## アクセス
博物館へは地下鉄9号線のアルマ＝マルソー駅、RER C線のポン・ドゥ・ラルマ（Pont de l'Alma）駅、バス(RATP)では63番線および80番線のアルマ＝マルソー（Alma-Marceau）停留所が最寄り駅となる。